# روبرت إل. بيلي
روبرت إل. بيلي (بالإنجليزية: Robert L. Bailey)‏ هو محامي وسياسي أمريكي، ولد في 7 أغسطس 1892 في مقاطعة نوت في الولايات المتحدة، وتوفي في 23 ديسمبر 1957.